# Pruszcz-Bagienica
Pruszcz-Bagienica – nieczynna stacja kolejowa w Pruszczu, w powiecie tucholskim, w województwie kujawsko-pomorskim, w Polsce.
Budynek dworcowy zamieszkany, w dobrym stanie technicznym, podobnie jak inne budynki mieszkalne kolejarzy. Na stacji znajduje się pięciostanowiskowa lokomotywownia, która np. w 1934 jako stacja trakcyjna podlegała Oddziałowi Mechanicznemu w Bydgoszczy (obecnie w złym stanie technicznym). Podczas okupacji niemieckiej w 1941 jako Lokbf Prust-Bagnitz podległa Zakładowi Kolejowemu Bydgoszcz Gł. (Bw Bromberg Hbf).
14 października 2024 na stację wjechał pociąg pasażerski z Chojnic przewoźnika Arriva RP. Przejazd został zorganizowany z okazji 4. Kongresu Entuzjastów i Przyjaciół Kolei.

## Galeria

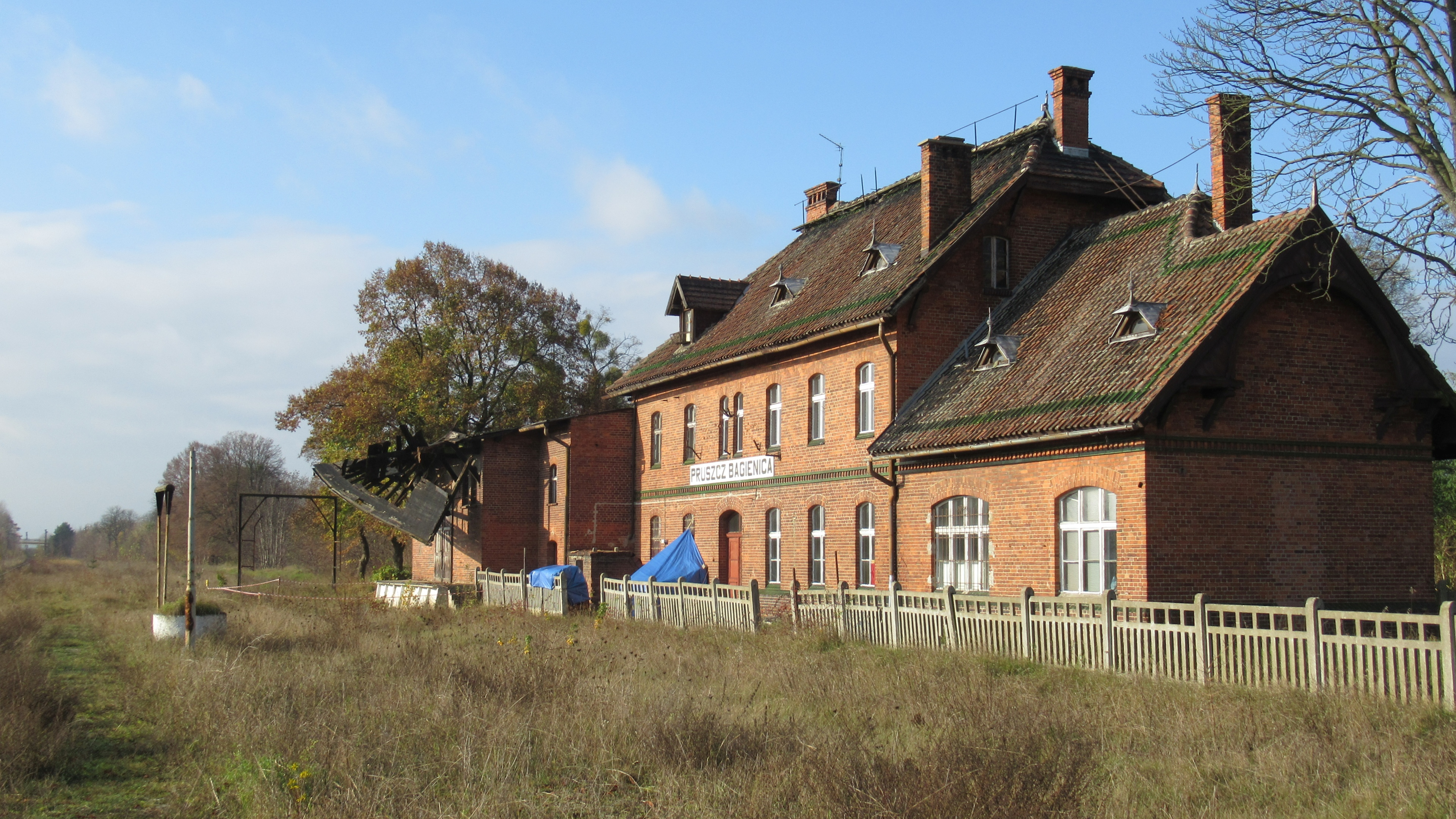
Budynek dworca
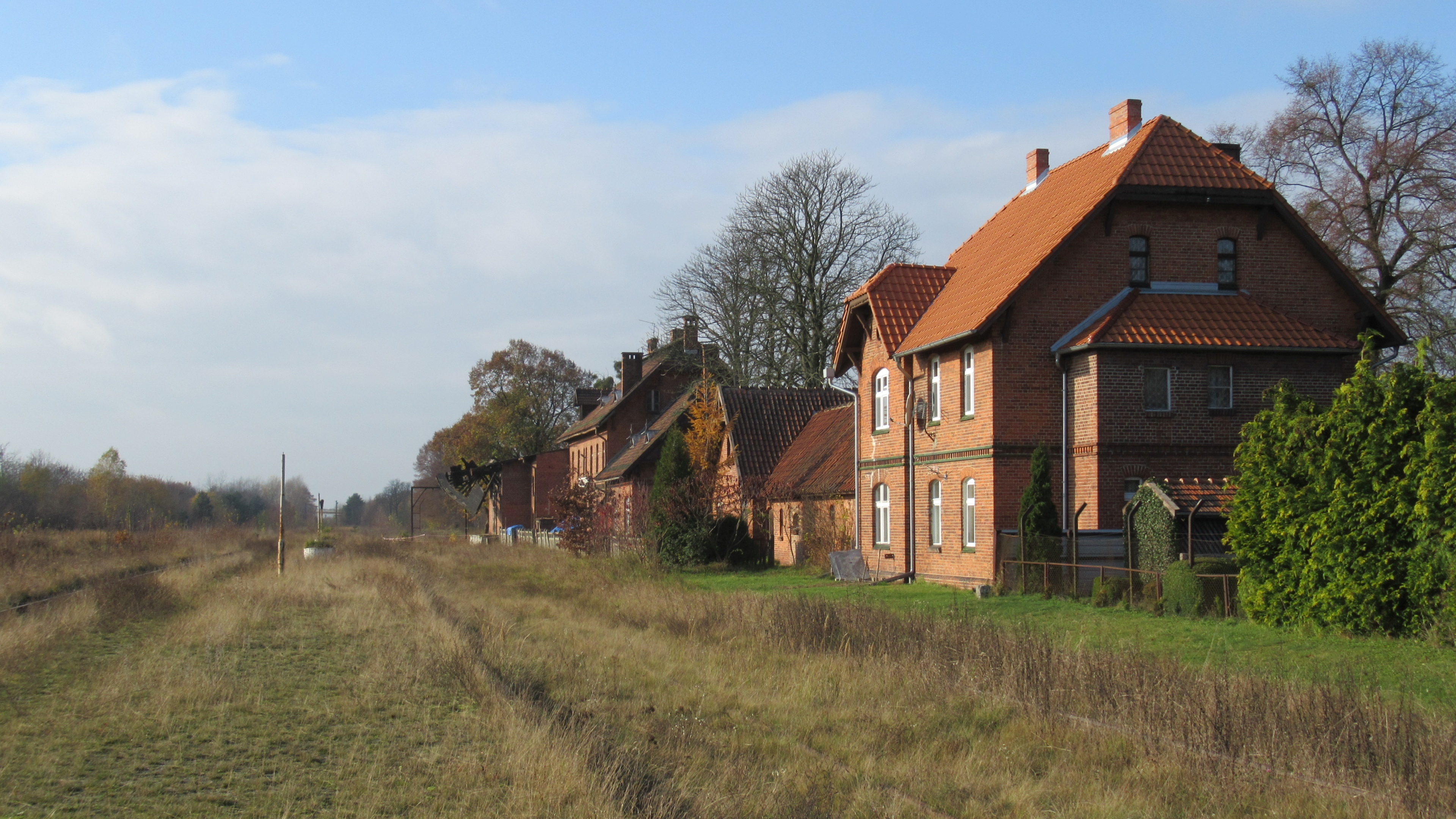
Peron
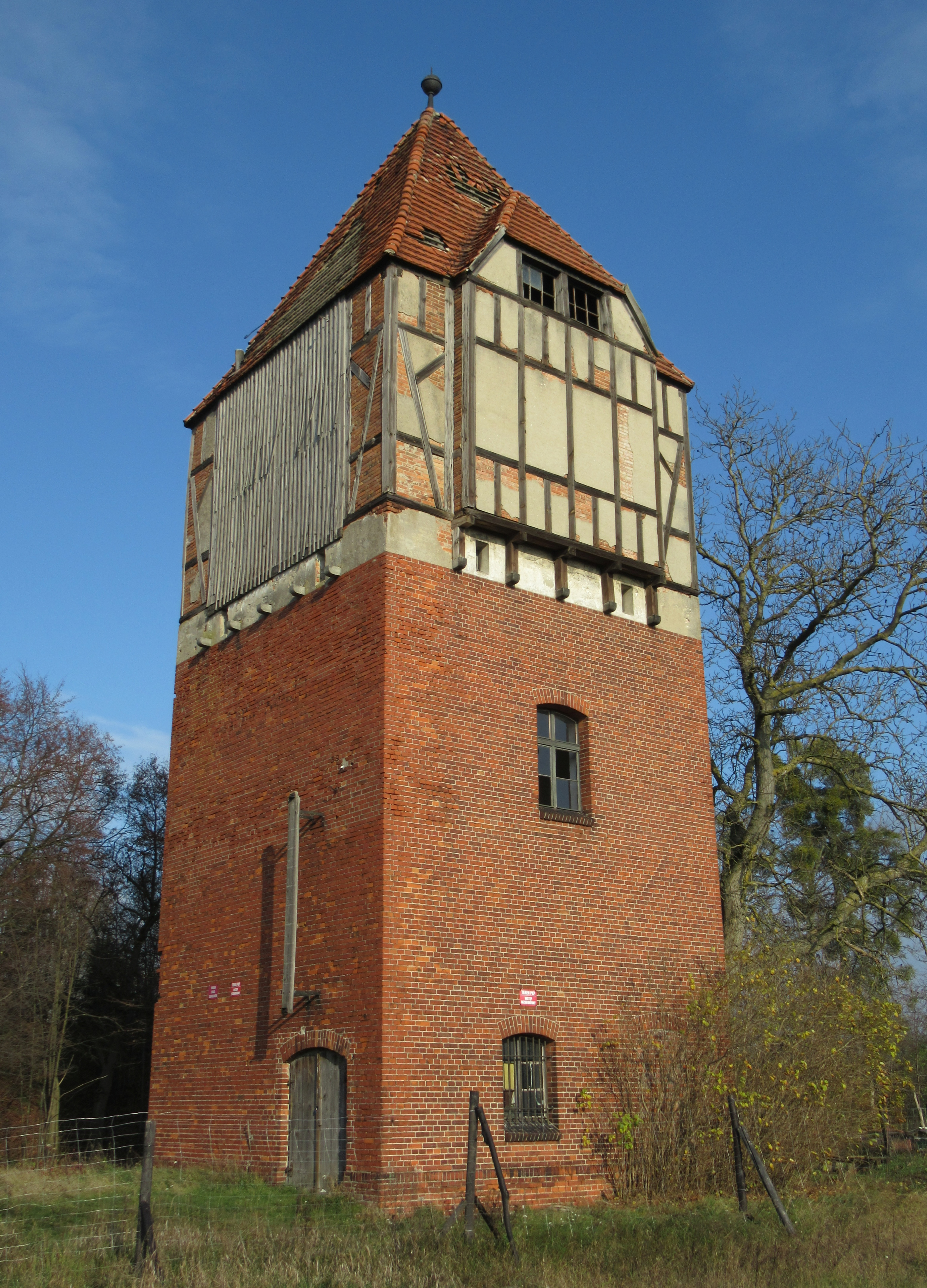
Wieża wodna
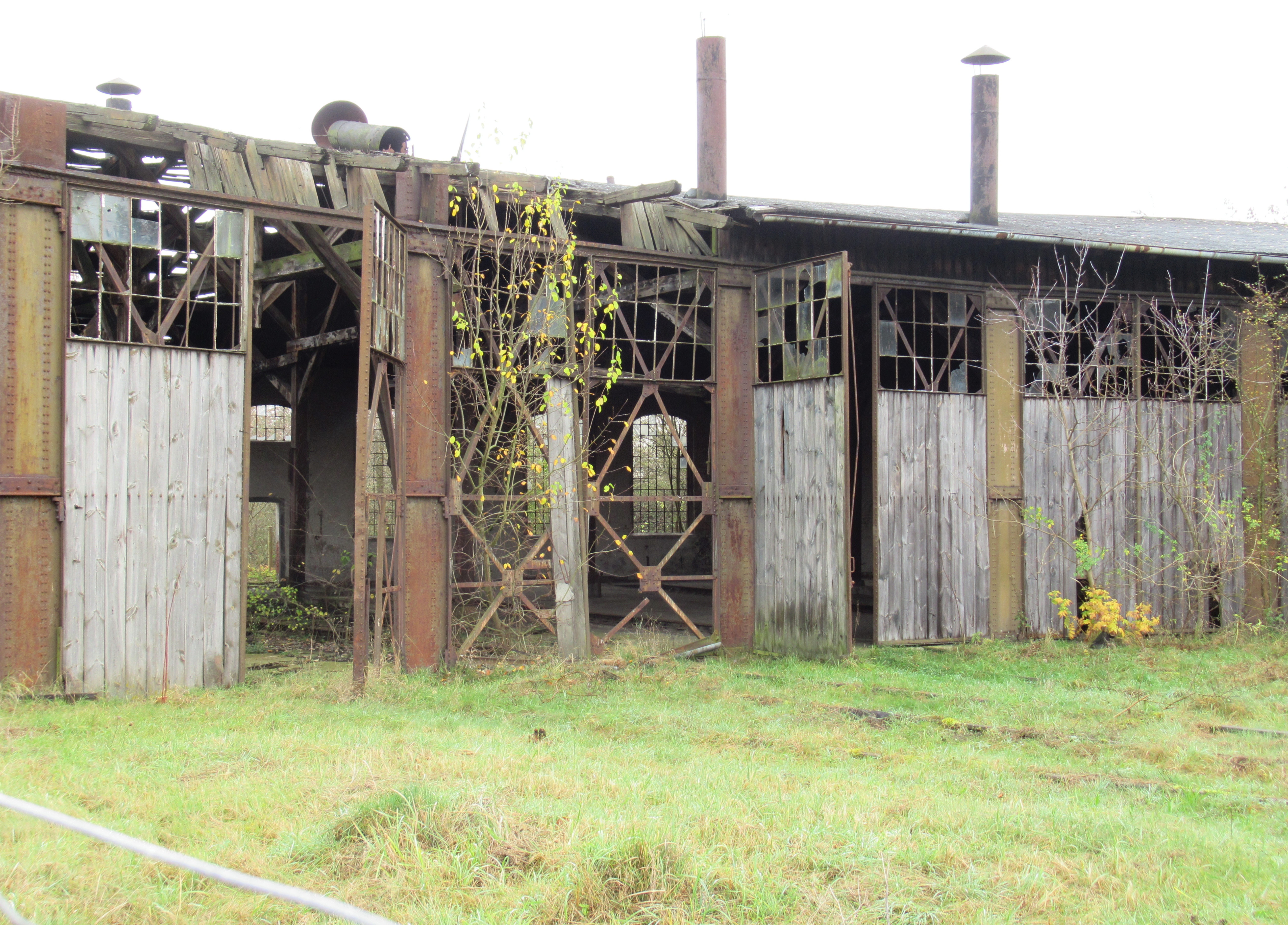
Ruiny parowozowni
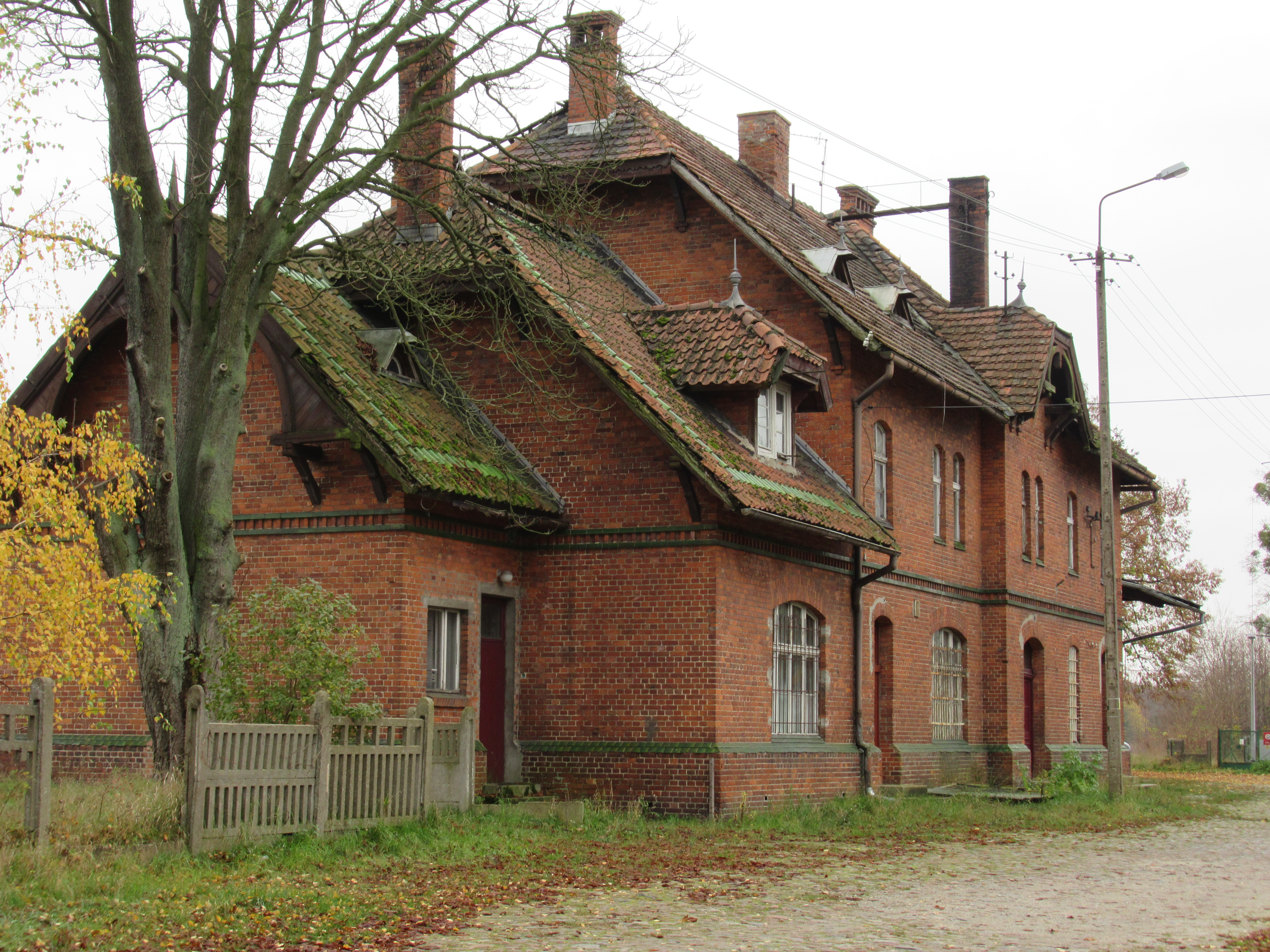
Budynek dworca od strony ulicy